# یواس‌اس اچ-۹ (اس‌اس-۱۵۲)
یواس‌اس اچ-۹ (اس‌اس-۱۵۲) (به انگلیسی: USS H-9 (SS-152)) یک زیردریایی بود که طول آن ۱۵۰ فوت ۴ اینچ (۴۵٫۸۲ متر) بود. این زیردریایی در سال ۱۹۱۸ ساخته شد.